# د. خالد مرضي عودة العنزي
د. خالد مرضي عودة العنزي (مواليد 1964) هو سياسي وإعلامي ودبلوماسي كويتي، شغل مناصب قيادية في الهيئة العامة للبيئة، وعمل في المجال الإعلامي والدبلوماسي داخل الكويت وخارجها، وله إسهامات في مجال التوعية البيئية على مستوى دول مجلس التعاون الخليجي. كما خاض انتخابات مجلس الأمة الكويتي 2013 عن الدائرة الرابعة.

## التعليم
- بكالوريوس في العلوم السياسية.
- ماجستير في العلوم السياسية.
- دكتوراه في العلوم السياسية.

## المناصب
- مدير إدارة العلاقات العامة والتوعية البيئية – الهيئة العامة للبيئة.
- مدير إدارة التطوير والتدريب – الهيئة العامة للبيئة.
- ممثل الهيئة العامة للبيئة في لجنة التوعية البيئية بدول مجلس التعاون الخليجي.
- عضو اللجنة الفنية العليا لمعرض «أكسبو ميلانو» ممثلًا عن الهيئة العامة للبيئة.
- مدير مكتب وكالة الأنباء الكويتية (كونا) في الهند (2002–2008).
- عضو المكتب الإعلامي بسفارة دولة الكويت في أبوظبي، الأردن، والهند.
- عضو اللجنة التنفيذية العليا لحركة عدم الانحياز للشؤون الطلابية ومسؤول منطقة غرب آسيا.

## الأنشطة البيئية والإعلامية
- محلل سياسي في عدد من القنوات الفضائية الكويتية.
- محاضر في المعهد التطبيقي – قسم الدراسات التجارية.
- المشاركة في مؤتمرات وورش عمل بيئية داخل وخارج الكويت.
- إلقاء محاضرات بيئية في السعودية والبحرين وقطر.
- المشاركة في برامج تلفزيونية متخصصة بالبيئة، وتقديم فقرات أسبوعية في تلفزيون الكويت.
- إعداد وتنفيذ برامج توعية بيئية في المدارس والجامعات.
- المشاركة في مؤتمر «الرياضة والبيئة الخليجي الأول» في البحرين عام 2025، وتقديم ورقة بعنوان «الرياضة في تسويق الوعي البيئي».[1]
- المشاركة في مؤتمرات بيئية تابعة لوكالة الأنباء الكويتية (كونا).[2]

## المؤلفات
- التربية البيئية – التجربة الكويتية.
- الرياضة في تسويق الوعي البيئي.
- البيئة من منظور إعلامي.
- الإعلام والبيئة – رسالة ومطلب.
- التنمية المستدامة والرخاء الاجتماعي.
- كتاب قيد التنفيذ: مشاهدات في الهند.

## الإنجازات والعضويات
- حاصل على براءة اختراع عن جهاز مساعدة المعاقين على المشي.
- عضو نقابة وكالة الأنباء الكويتية.
- عضو جمعية الخريجين الكويتية.
- عضو بالنادي العلمي الكويتي.
- عضو مؤسس بمكتب المخترعين الكويتيين.
- عضو مكتب الصحفيين الأجانب في الهند.
- عضو مجلس إدارة نادي الصحفيين الأجانب في الهند.
- متطوع في أنشطة اجتماعية وأهلية لخدمة المجتمع والأطفال.

## المسيرة الانتخابية
- ترشّح في انتخابات مجلس الأمة الكويتي 2013 عن الدائرة الرابعة، وكان من بين 65 مرشحًا في اليوم الأول لفتح باب الترشح.[3] دعا خلال حملته إلى «حملة وطنية لمحاربة الفساد» ومحاسبة المتجاوزين على المال العام.[4]
- تنازل عن خوض انتخابات مجلس الأمة الكويتي 2016 عن الدائرة نفسها.[5]

## وصلات خارجية
- لقاء تلفزيوني – YouTube.
- صورة من مناسبة رسمية – كونا.